# Championnats de France d'athlétisme 1934
Navigation
Championnats 1933 Championnats 1935
Les Championnats de France d'athlétisme 1934 ont eu lieu les 7 et 8 juillet 1934 au Stade olympique Yves-du-Manoir de Colombes. Les épreuves féminines se sont déroulées le 22 juillet à Saint-Maur-des-Fossés.

## Palmarès
| Discipline        | Hommes             | Hommes         | Femmes             | Femmes         |
| Discipline        | Vainqueur          | Score ou temps | Vainqueur          | Score ou temps |
| ----------------- | ------------------ | -------------- | ------------------ | -------------- |
| 60 m              | -                  | -              | Lucienne Velu      | 8 s 2          |
| 100 m             | Robert Paul        | 10 s 8         | Henriette Bloch    | 13 s 8         |
| 200 m             | Pierre Dondelinger | 22 s 4         | Marguerite Gaspard | 29 s 2         |
| 400 m             | Raymond Boisset    | 47 s 6         | -                  | -              |
| 800 m             | René Morel         | 1 min 54 s 2   | Suzanne Lenoir     | 2 min 27 s 8   |
| 1 500 m           | Robert Goix        | 4 min 09 s 0   | -                  | -              |
| 5 000 m           | Roger Rochard      | 15 min 05 s 2  | -                  | -              |
| 10 000 m          | Roger Rérolle      | 32 min 47 s 2  | -                  | -              |
| 80 m haies        | -                  | -              | Jacqueline Mulot   | 13 s 2         |
| 110 m haies       | Pierre Bernard     | 15 s 2         | -                  | -              |
| 400 m haies       | Pierre Guttin      | 57 s 8         | -                  | -              |
| 3 000 m steeple   | Roger Rérolle      | 9 min 39 s 4   | -                  | -              |
| Saut en longueur  | Robert Paul        | 7,37 m         | Jacqueline Mulot   | 5,32 m         |
| Saut en hauteur   | André Tribet       | 1,86 m         | Jacqueline Mulot   | 1,50 m         |
| Saut à la perche  | Pierre Ramadier    | 3,88 m         | -                  | -              |
| Lancer du poids   | Édouard Duhour     | 15,19 m        | Lucienne Velu      | 10,79 m        |
| Lancer du disque  | Jules Noël         | 47,25 m        | Lucienne Velu      | 34,15 m        |
| Lancer du marteau | Robert Saint-Pé    | 44,87 m        | -                  | -              |
| Lancer du javelot | Marc Doré          | 59,42 m        | Yolande Behr       | 30,31 m        |
| Décathlon         | Pierre Marchal     | 6 566 pts      | -                  | -              |